# SN 1995ao
SN 1995ao – supernowa typu Ia odkryta 18 listopada 1995 roku w galaktyce A025730-0141. W momencie odkrycia miała maksymalną jasność 21,50m.